# Aabam
Aabam é um termo mitológico que designa um gênio considerado malévolo mas protetor do chumbo. Este termo veio a ser o nome pelo qual os alquimistas da Idade Média designavam este metal.
Trata-se de uma palavra cujas origens são incertas, mas no entanto tem as suas origens na Língua árabe, designadamente no termo Abân ou na antiga Língua siríaca, no termo Aban.